# Az esőcsináló (film, 1997)
Az esőcsináló (eredeti cím: The Rainmaker) 1997-ben bemutatott amerikai filmdráma Francis Ford Coppola rendezésében, a főszereplő Matt Damon. Coppola írta a forgatókönyvet, ami egy 1995-ös John Grisham regényen alapszik. A drámai történet egy bírósági tárgyalás körül forog.
A további szerepekben Danny DeVito, Danny Glover, Claire Danes, Jon Voight, Roy Scheider, Mickey Rourke, Virginia Madsen és Mary Kay Place látható. Ez volt az Oscar-díjas színésznő, Teresa Wright utolsó filmje.

## Cselekménye
Rudy Baylor (Matt Damon) a jogi karon éppen végző kezdő ügyvéd (University of Memphis
Law School – Memphisi jogi főiskola). Mivel a városban rengeteg ügyvéd működik, ezért nehezen talál magának munkát. Esténként pincérként dolgozik egy vendéglőben. 
Kényszerűségből jelentkezik J. Lyman „Csonttörő” Stone ügyvédi irodájában (Mickey Rourke), aki kíméletlen, de sikeres a „személyi sérülés” üzletágban, amit a biztosítókkal szemben végez. Hogy megkeresse a fizetését, Baylornak kórházakba kell járnia, hogy potenciális ügyfeleket kutasson fel. Munkahelyén az első pillanattól kezdve mellette van Deck Shifflet (Danny DeVito), aki bár még nem tette le az ügyvédi vizsgát (hatszor próbálta, sikertelenül), de igen tapasztalt a szakmában és meglehetősen gátlástalan. Különösen járatos a biztosítási bírósági perekre vonatkozó információk megszerzésében.
Rudynak egyetlen komoly ügye van, egy egészségügyi biztosítás, aminél az ügyfélnek, egy fiatal fiúnak nem akar fizetni a biztosító. Mivel Rudy csődközeli állapotban van, egy másik ügyfele, Miss Birdsong (Teresa Wright) vendégházát bérli. Miss Birdsong a vagyonáról szeretne végrendelkezni úgy, hogy a két fia ne kapjon semmit, és egy tévében látott prédikátorra szeretné hagyni a vagyonát (ez eleinte több millió dolláros vagyonnak tűnik, azonban később kiderül, hogy csak 40 000 dollárról van szó).
„Csonttörő” ügyvédi irodáját megszállja az FBI, ezért Rudy be sem megy dolgozni, pedig a főnöke megkérte rá, hogy ő képviselje az ügyét.
Mivel nem akarják, hogy a munkájukat megnehezítse a rendőrségi és bírósági kihallgatásokra való járkálás, ezért Rudy és Deck elhatározzák, hogy ketten közös ügyvédi irodát alapítanak.
Első ügyük a Rudy által elkezdett ügy, egy középkorú házaspár, Dot és Buddy Black 22 éves fiának, Donny Raynek (Johnny Whitworth) a betegsége (leukémia), aminek gyógyítását, a csontvelő-átültetést nem akarja fizetni a biztosító.
Rudy sikeresen leteszi az ügyvédi vizsgát. Az ügyben vele szemben a biztosító jól fizetett, tapasztalt és gátlástalan ügyvédei állnak, élükön Leo F. Drummond (Jon Voight).
Az ügyhöz kirendelt bíró, Harvey Hale (Dean Stockwell) úgy gondolja, hogy itt csak egy nyerészkedésre pályázó, a bíróság működését lassító ügyről van szó, ezért elutasítja a keresetet. A második bíró Tyrone Kipler (Danny Glover), szimpatikusabb. Ő akkor veszi át az ügyet, amikor Hale bíró infarktust kap. Kipler,  aki korábban emberi jogokkal foglalkozott, azonnal elutasítja a biztosító társaság követelését, hogy szüntessék meg a pert.  A biztosítót képviselő Drummond ügyvéd peren kívül már felajánlott Rudy ügyfelének 75 ezer dollárt, Rudy azonban ezt nem fogadta el.
Rudy és Deck felfedezik, hogy az irodájukat az ügyben velük szembenálló ügyvédek lehallgatják. Ezt kihasználva a tárgyaláson hiteltelenné teszik a vezető ügyvédet, aki elfogultsággal vádolja az egyik esküdtet.
Mialatt vizsgájára készül, Rudy megismer a kórházban egy fiatal nőt, Kelly Rikert (Claire Danes), aki azért került be, mert a férje brutálisan megverte egy baseball ütővel. A férj látogatásakor ez majdnem megismétlődik. Egy következő alkalommal, amikor a verés megismétlődik, Rudy azt javasolja a nőnek, hogy adja be a válókereset, ő azonban attól fél, hogy a férje meg fogja ölni, ha elválik tőle, ahogy ezt többször megígérte.
Végül Kelly rászánja magát, hogy elköltözzön a férjétől, és Rudyval elmennek a holmijáért. Csomagolás közben a férj hazaérkezik, és miután vadállat módjára betöri a lakás ajtaját, rátámad mindkettőjükre. Rudy egy revolvert tart a zsebében, azonban az verekedés közben kirepül a kezéből. Cliff újból a baseball ütőhöz folyamodik, és az ütésekből Rudy is bőven kap. Egyszer azonban fordul a kocka, és Rudy kezdi ütlegelni Cliffet, aki végül elterül a padlón. Kelly azt javasolja Rudynak, hogy azonnal menjen el, és ha bárki kérdezi, akkor ő nem is volt ott. Nem sokkal később a rendőrség a helyszínen van, és letartóztatják Kellyt a férje meggyilkolása vádjával. Kelly azt mondja a rendőrségen, hogy egyedül volt otthon, és hogy önvédelemből ölte meg a férjét. A rajta lévő friss ütésnyomok ezt alátámasztják. Rudy azonnal bemegy hozzá, és megígéri, hogy a bíróságon védeni fogja. Titokban az asztal alatt megfogja a kezét. Nem sokkal később Kelly ellen ejtik a vádat (a tárgyalása nem látható a filmben).
Donny Ray eközben meghal. Előtte azonban még vallomást tesz, amit videóra vesznek a házuk kertjében. Ezen a bíró, Rudy, az ügyvédje és a vele szemben álló ügyvédek is részt vesznek. Az ügy bíróságra kerül. Ez előtt Drummond eltávolítja a koronatanút, Jackie Lemanczykot (Virginia Madsen), a biztosító ügyintézőjét a biztosító alkalmazásából, így ő nem hallgatható ki. Később azonban Deck megtalálja a nőt és sikerül megidézniük a bíróságra is.
Rudy tapasztalatlan, de eltökélt az igazság kiderítésében. A biztosító elnökének (Wilfred Keeley Roy Scheider) feltett kérdései alapján kiderül, hogy a biztosító ügyintézői a hozzájuk beadott 11 ezer kárigényt alapból elutasítják egy belső előírás értelmében, és az ügyekből csak kb. 2 ezer ügyfél kapott valamennyi kártérítést. Donny Ray anyja által beadott kérvényt nyolcszor egymás után utasították el.
Az esküdtek végül a várt 10 millió dollár helyett 50 millió dollár kártérítést ítélnek meg. Ez nagy dicsőség Rudy és Deck számára, azonban a biztosító nem sokkal később csődöt jelent (így nem tudnak fizetni), elnökük pedig közben megpróbált Londonba menekülni a felelősségre vonás elől.
Rudy, bár nagyon ismertté vált, inkább a tanítás felé fordul és elköltözik Kellyvel a városból.
|  | Itt a vége a cselekmény részletezésének! |

## Szereplők
| Színész          | Szerep                                                 | Magyar hang           |
| ---------------- | ------------------------------------------------------ | --------------------- |
| Matt Damon       | Rudy Baylor, kezdő ügyvéd                              | Széles Tamás          |
| Danny DeVito     | Deck Shifflet, tapasztalt ügyvéd                       | Kocsis György         |
| Jon Voight       | Leo F. Drummond, Rudy ellenfele                        | Konrád Antal          |
| Claire Danes     | Kelly Riker, férje által bántalmazott fiatal feleség   | Németh Borbála        |
| Mary Kay Place   | Dot Black, Donny anyja                                 | Menszátor Magdolna    |
| Dean Stockwell   | Harvey Hale bíró                                       | Surányi Imre          |
| Virginia Madsen  | Jackie Lemancyzk, volt biztosítási ügyintéző           | Nyírő Bea             |
| Mickey Rourke    | J. Lyman „Csonttörő” Stone, egy ügyvédi iroda vezetője | Szakácsi Sándor       |
| Roy Scheider     | Wilfred Keeley, a biztosító elnöke                     | Versényi László       |
| Red West         | Buddy Black, Donny apja                                |                       |
| Johnny Whitworth | Donny Ray Black, a leukémiás fiú                       | Czvetkó Sándor        |
| Andrew Shue      | Cliff Riker, Kelly férje                               | Bede-Fazekas Szabolcs |
| Teresa Wright    | "Miss Birdie" Birdsong, idős hölgy                     |                       |
| Danny Glover     | Tyrone Kipler bíró                                     | Rajhona Ádám          |

## A film készítése
Matt Damon egy interjúban elmondta, hogy felkészülésként a szerepre a film forgatása előtt Knoxville-ben egy bárban állást vállalt (Tennessee állam), hogy elsajátítsa a déli kiejtést.

## Bevételek
A Boxofficemojo.com szerint a film 45 millió dollár bevételt ért el az amerikai mozikban, ami nyereségessé teszi a becsült 40 milliós költségvetést, de csalódás a többi megfilmesített Grisham regényhez viszonyítva.

## Kritikai fogadtatás
Az esőcsinálót többnyire pozitívan fogadták a kritikusok, a filmkritikusokat tömörítő Rotten Tomatoes oldalon 84%-ra értékelték 44 kritikus véleménye alapján. Roger Ebert filmkritikus 3 csillagot adott a lehetséges 4-ből, és megjegyezte: „A legtöbb filmet élvezem, amik Grisham regényeiből készültek, de többnyire a történet kidolgozottsága miatt és nem az író művészetéből. Itt a legkisebb szerep is középpontban van. Coppola egy kezdő ügyvéd életét mutatja meg, ahol a legtöbb ügyfélnek többre van szüksége, mint egy jó ügyvéd.” James Berardinelli kritikus szintén 3 csillagot adott a 4-ből. „»Az esőcsináló« meglepett intelligenciájával és kifinomult ábrázolásmódjával. A film fölötte áll a Grisham egyéb könyveiből készült filmeknek.” Grisham azt mondta a filmről: „Számomra ez a legjobb adaptációja bármelyik regényemnek. Szeretem ezt a filmet. Jól meg van csinálva.”

## Díjak

### Jelölések
Blockbuster Entertainment Awards: 
- legjobb színész — dráma (Matt Damon)
- legjobb férfi mellékszereplő — dráma (Danny DeVito)
- legjobb női mellékszereplő — dráma (Claire Danes)

Golden Globe-díj:
- legjobb férfi mellékszereplő (Jon Voight)

NAACP Image Awards:
- legjobb férfi mellékszereplő — Motion Picture (Danny Glover)

Satellite Award: 
- legjobb férfi mellékszereplő — Motion Picture Drama (Danny DeVito)
- USC forgatókönyv-díj (1997) – (John Grisham & Francis Ford Coppola)

## Fordítás
Ez a szócikk részben vagy egészben  a   The Rainmaker (1997 film) című angol Wikipédia-szócikk fordításán alapul.  Az eredeti cikk szerkesztőit annak laptörténete sorolja fel. Ez a jelzés csupán a megfogalmazás eredetét és a szerzői jogokat jelzi, nem szolgál a cikkben szereplő információk forrásmegjelöléseként.